# Патіашвілі Джумбер Ілліч
Джумбер Ілліч Патіашвілі (груз. ჯუმბერ პატიაშვილი; * 1939, Лаґодехі, Грузинська РСР, СРСР) — грузинський та радянський політичний діяч, перший секретар ЦК Комуністичної партії Грузії у 1985–1989 роках. Член ЦК КПРС у 1986—1990 роках. Депутат Верховної Ради СРСР 11-го скликання. Народний депутат СРСР (1989—1991).

## Життєпис
Народився 5 серпня 1939 року в селі Лаґодехі, адміністративному центрі Лаґодеського району на сході Грузії.
У 1962 закінчив факультет агрономії Тбіліського сільськогосподарського інституту, де з 1962 року був секретарем комітету комсомолу. Закінчив аспірантуру, у 1966 році захистив дисертацію, здобув ступінь кандидата сільськогосподарських наук.
Член КПРС з 1962 року.
З 1965 року перебував на комсомольській роботі: інструктор ЦК ЛКСМ Грузії, завідувач сектора з роботи з науковою молоддю ЦК ЛКСМ Грузії. У 1968—1969 роках — відповідальний організатор ЦК ВЛКСМ у Москві.
З 1969 року — секретар, а 27 березня 1970 — 8 червня 1973 року — 1-й секретар Центрального комітету ЛКСМ Грузії.
У 1973—1974 роках — 1-й секретар Горійського районного комітету КП Грузії.
12 листопада 1974 — 6 липня 1985 року — секретар ЦК КП Грузії з сільського господарства.
6 липня 1985 — 14 квітня 1989 року — 1-й секретар ЦК Компартії Грузії.
У 1986 на XXVII з'їзді КПРС був обраний до складу Центрального комітету (до 1990).
Після тбіліських подій у квітні 1989 року подав у відставку з посту першого секретаря.
У 1989—1991 роках працював генеральним директором НПО «Тавтаві» («Колос») у місті Мцхета, пізніше — директором науково-дослідного інституту землеробства імені Ломоурі.
У 1992 був обраний до парламенту Грузії.
5 листопада 1995 року був незалежним кандидатом на виборах президента. Посів друге місце, поступившись Едуарду Шеварднадзе (19,1 % голосів).
У 2000 знову брав участь у президентських виборах.
У листопаді 2003 року підтримав «Трояндову революцію». У подальшому заявив, що «помилився у своєму виборі, як, власне, й більша частина грузинського суспільства».
Був лідером всегрузинського політичного об'єднання «Ертоба» («Єдність»), створеного наприкінці 2001 року на базі парламентської фракції «Єдина Грузія». Об'єднання має соціал-демократичну орієнтацію.